# Веселе (Новгородківська селищна громада)
Весе́ле — село в Україні, у Новгородківській селищній громаді Кропивницького району Кіровоградської області.

## Населення
Згідно з переписом УРСР 1989 року чисельність наявного населення села становила 42 особи, з яких 17 чоловіків та 25 жінок.
За переписом населення України 2001 року в селі мешкало 36 осіб.

### Мова
Розподіл населення за рідною мовою за даними перепису 2001 року:
| Мова       | Відсоток |
| ---------- | -------- |
| українська | 88,89 %  |
| російська  | 11,11 %  |